# Milk inside a bag of milk inside a bag of milk
Milk inside a bag of milk inside a bag of milk (с англ. — «Молоко внутри пакета с молоком внутри пакета с молоком») — компьютерная игра в жанре визуальной новеллы, созданная российским разработчиком Никитой Крюковым в 2020 году.
Игра повествует о безымянной девушке, которая посещает магазин, чтобы купить пакет молока, но сталкивается с трудностями, связанными с её психическим состоянием. Игрок выступает в роли голоса, с которым она делится своими мыслями.
Игра была выпущена в Steam издателем Missing Calm 26 августа 2020 года. 11 ноября 2022 года игра вместе с сиквелом была портирована на Nintendo Switch и издана компанией Forever Entertainment.

## Сюжет
Протагонистка отправляется в магазин за молоком. По пути она испытывает трудности с ориентацией в пространстве и отвлекается на общение с голосом в голове, который направляет и подбадривает её.
В магазине девушка с трудом общается с незнакомыми людьми, принимая их за монстров. Она с трудом находит молоко на полках и оплачивает покупку. По дороге домой она размышляет о своём состоянии и вспоминает самоубийство отца, после которого начала видеть всё в красных цветах. Она признаётся, что теряет рассудок и лекарства ей не помогают.
Вернувшись домой, героиня встречает свою мать, которая спрашивает, помогло ли ей новое лекарство. На этом игра заканчивается.

## Восприятие
Лилия Хеллал из Rice Digital отметила выдающиеся визуальные эффекты и сюжет игры, подчеркнув, что благодаря передающему тревогу визуальному стилю и напряженному музыкальному сопровождению, она становится надолго запоминающейся инди-игрой. Джесси Гродман из DreadXP в своей рецензии также высоко оценивает визуальный стиль и атмосферу игры и акцентирует внимание на том, что ценность игры заключается в том, как в ней представлены темы психического здоровья, суицидальных мыслей и семейного насилия. Кайл Колдуэлл из Pixel Die назвал игру короткой, но захватывающей, и отметил, что игра вызывает сильное сопереживание к главной героине. Джон Уокер из Buried Treasure оценил игру на 8 из 10, подчеркивая, что она не позволяет игроку вылечить главную героиню, а честно исследует тему психической травмы. Кохей Фуджита из IGN Japan включил игру в свой личный топ-8 игр 2022 года.

## Сиквел
19 февраля 2021 года Никита Крюков объявил о разработке сиквела. 16 декабря он был выпущен под названием Milk outside a bag of milk outside a bag of milk.